# Carbono-13

Carbono-13 em um diagrama de isotopos onde N é o número de nêutrons e Z é o número atômico

O carbono-13 (13C) é um isótopo estável natural do carbono e um dos isótopos ambientais, já que faz parte de 1,1% de todo o carbono natural da Terra.
Detecção por espectroscopia de RMN de Devido às suas propriedades de espinhos de spin nuclear de um + ½, assim como o átomo de hidrogênio , este isótopo responde a um sinal de ressonância com frequência de rádio (RF). A absorção e emissão do sinal de RF pelos núcleos atômicos podem ser monitoradas e detectadas por espectroscopia de ressonância magnética nuclear, mais conhecida como espectroscopia de RMN. Esta é uma técnica que serve para fornecer informações sobre a identidade e o número de átomos adjacentes a outros átomos na referida molécula, fornecendo o agrupamento da estrutura de uma molécula orgânica. Desde 12C tem "rotação zero", não dá um sinal de RMN e apenas 1% dos átomos de uma molécula são 13 C, não se destina a que o acoplamento carbono-carbono seja visto. Para a aquisição do espectro de RMN de 13 C pode demorar alguns minutos a várias horas devido à necessidade de muitos resultados da verificação do passado para alcançar ruído de fundo nuclear distinguíveis de causas naturais.
Nas proteínas de RMN biológicas, pode ser deliberadamente marcado com 13 C (e geralmente nitrogênio-15) para facilitar a determinação da estrutura da proteína .
Isso é ativado pelo crescimento de microorganismos geneticamente modificados para expressar a proteína em um meio de crescimento com glicose marcada com 13 ° C como a única fonte de carbono. Desta forma, proteínas com um teor de 13 C de 100% podem ser produzidas.
Detecção por espectrometria de massa  Um espectrograma de massa de um composto orgânico geralmente contém um pequeno pico de uma unidade de massa maior que o pico molecular aparente do íon (M). Isso é conhecido como pico M + 1 e se origina devido à presença de átomos de 13 C. Espera-se que uma molécula contendo um átomo de carbono tenha um pico M + 1 de aproximadamente 1,1% do tamanho do pico M como aquele 1,1% dos átomos de carbono são 13 C em vez de 12 C. Do mesmo modo uma molécula com dois átomos de carbono tem um pico M + 1 de cerca de 2,2% do tamanho do pico de M, sendo o dobro toda a probabilidade de que a molécula contém um átomo de 13 C.
No exposto, a matemática e a química foram simplificadas, porém podem ser usadas efetivamente para fornecer o número de átomos de carbono de moléculas pequenas e médias. Na fórmula a seguir, o resultado deve ser arredondado para o número inteiro mais próximo:
{\displaystyle {\displaystyle C={\frac {100Y}{1,1X}}}}
onde C é o número de átomos de C, X é a amplitude do pico do íon M e Y é a amplitude do pico do íon M + 1
Compostos enriquecidos de 13 ° C são utilizados em estudos de processos metabólicos por espectrometria de massa. Tais compostos são seguros porque não são radioativos. Além disso, 13 C é usado para quantificar proteínas (proteômica quantitativa). Outra aplicação importante é marcar isótopos estáveis com aminoácidos em cultura de células (sigla em inglês: SILAC).